# I, Me aur Main
I, Me aur Main è un film del 2013 diretto da Kapil Sharma.

## Trama
Il giovane Ishaam è produttore di una casa discografica e ha una relazione con Anushka,  che però lo ritiene ancora troppo infantile e legato alla famiglia. Un giorno litigano e nella vita dei due giunge il rivale in amore Gauri. Ishaan è costretto sia a produrre un nuovo disco che lo farà diventare ricco,  sia a riallacciare i rapporti con la fidanzata.